# Гобято, Леонид Николаевич

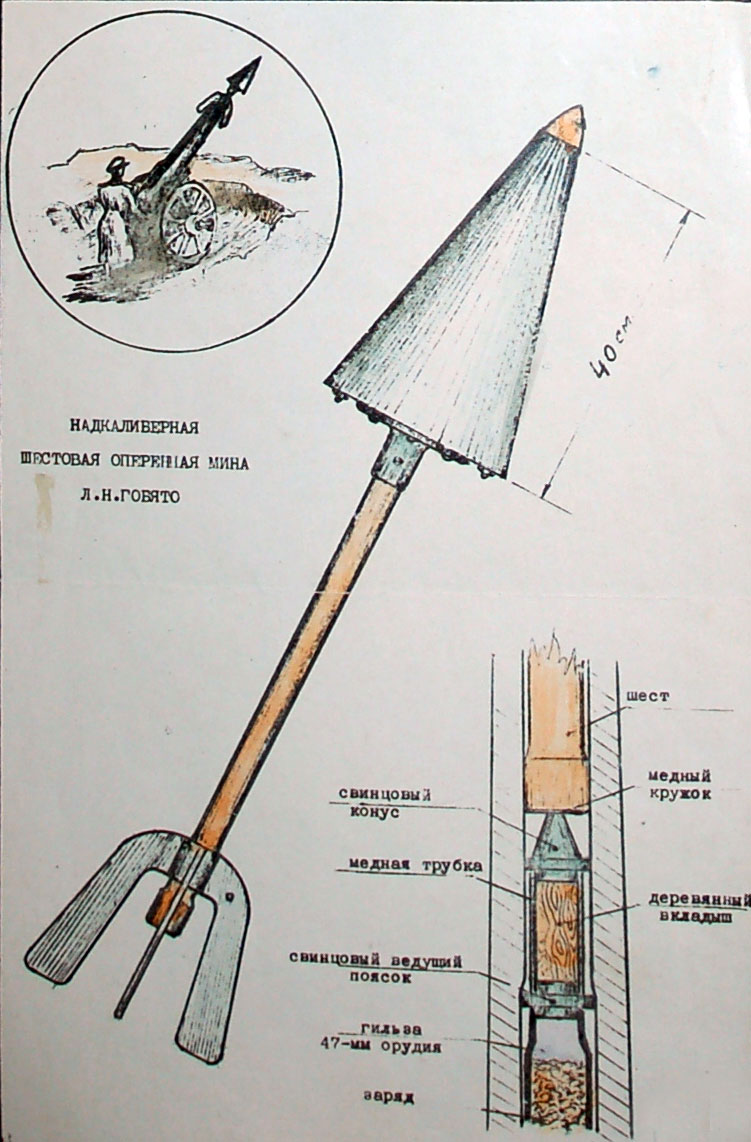
Миномёт Гобято, 1904 год

Леонид Николаевич Гобято (1875, Таганрог — 1915, Перемышль) — генерал-лейтенант, русский конструктор артиллерийского вооружения.

## Биография
Родился 6 (18) февраля 1875 года в Таганроге, в доме на ул. Греческой (д. 78) в семье потомственного дворянина Николая Константиновича Гобято. 
Фамилия украинского происхождения.
Его брат — Николай Николаевич Гобято (1871 — 18 мая 1917), капитан первого ранга, служил во время русско-японской и Первой мировой войн на крейсере «Громобой» и командовавший миноносцами «Послушный», «Достойный» и «Стройный». Впоследствии он стал героем книги писателя-мариниста Леонида Соболева «Капитальный ремонт».
Учебу Леонид Гобято начал в таганрогской классической гимназии.
Летом 1887 года семья Гобято переехала в село Морозовы Борки Сапожковского уезда Рязанской губернии в имение, которое досталось по наследству жене Николая Константиновича, Ольге Всеволодовне Сипягиной.
Леонид Гобято учился в 3-м Московском кадетском корпусе, затем — в Михайловском артиллерийском училище, после окончания которого в 1896 году был выпущен подпоручиком пешей артиллерии с прикомандированием к лейб-гвардии 1-й артиллерийской бригаде. В 1902 году он окончил Михайловскую артиллерийскую академию по 1-му разряду.
В январе 1903 года штабс-капитан Гобято вызвал на дуэль бригадного адъютанта 1-й лейб-гвардии артиллерийской бригады поручика А. А. Фриде, а затем капитана Н. А. Илькевича. Причиной ссоры было то, что Гобято и ещё два офицера вернулись в свою бригаду после окончания академии, обогнав офицеров-ровесников в чине (по молчаливой договорённости в офицерской среде это, как правило, не допускалось). В конце концов, всё закончилось примирением.

### Русско-японская война
Во время Русско-японской войны участвовал в обороне Порт-Артура.
С начала войны — капитан, командир полубатареи 3-й батареи 4-й Восточно-Сибирской стрелковой артиллерийской бригады. В бою под Цзиньчжоу, командуя полубатареей, впервые в боевой обстановке применил стрельбу с закрытой огневой позиции с помощью угломера. В июле 1904 года получил тяжёлое ранение в бедро.
С 20 октября по 23 декабря 1904 года помощник командира Квантунской крепостной артиллерии по технической части.
В ходе боевых действий выявилась необходимость применения навесного огня для поражения живой силы и огневых средств японцев в близко расположенных траншеях, лощинах, оврагах. Мичман С. Н. Власьев предложил использовать с этой целью мину для стрельбы из 47-мм мортирной пушки. Л. Н. Гобято возглавил работы по созданию «минных мортир», изобрёл надкалиберную мину со стабилизатором, в качестве метательных аппаратов для которой использовались стволы 47-мм морских орудий, установленных на колёсных лафетах, или металлические трубы, крепившиеся к деревянным колодам.
За заслуги при обороне Порт-Артура он был награждён 5 орденами (среди которых и орден Св. Георгия 4-й степени) и Золотое оружие «За храбрость». 7 ноября 1904 года произведён в подполковники.
Вернулся из японского плена во Владивосток 20 ноября 1905 года эшелоном на пароходе «Тамбов».

### Служба в Офицерской артиллерийской школе
В 1908 году окончил Офицерскую артиллерийскую школу. С 9 января 1908 года — командир 3-й батареи 3-й артиллерийской бригады. С 11 июля 1908 года  в Офицерской артиллерийской школе штаб-офицер, заведующий обучающимися в школе офицерами. Также являлся лектором по артиллерии в Академии Генерального штаба (1908—1914). 26 ноября 1909 года произведён был в полковники.
С 12 декабря 1911 года по 7 марта 1912 года начальник учебного полигона Петербургского военного округа. С 7 марта 1912 года состоял в распоряжении начальника Генерального штаба.
Настойчиво пропагандировал стрельбу артиллерии с закрытых позиций. Автор многочисленных трудов по артиллерии: «Боевые принципы и нормы полевой артиллерии» (СПб., 1906), «Свойство огня и боевая служба артиллерийского дивизиона» (СПб., 1911), «Артиллерия полевых армий» (Ч. 1-2. — СПб., 1913—1916) и др.
В 1914 году — командир дивизиона 35-й артиллерийской бригады.

### Первая мировая война
В Первую мировую войну командовал 32-й, а затем 35-й артиллерийской бригадами; 31 августа 1914 года был произведён в генерал-майоры. При обороне крепости Перемышль, возглавляя по собственной инициативе контратаку пехоты, был смертельно ранен 19 мая 1915 года. Присвоено звание генерал-лейтенанта (посмертно).
Похоронен в селе Морозовы-Борки Сапожковского уезда Рязанской губернии, где находилось имение Гобято. На могиле установлен памятник в виде стелы с макетом надкалиберной мины.

## Награды
- Орден Святой Анны 4-й степени с надписью «За храбрость» (1905)
- Орден Святой Анны 3-й степени с мечами и бантом (1905)
- Орден Святого Станислава 3-й степени с мечами и бантом. (1905)
- Орден Святой Анны 2-й степени с мечами (1905)
- Орден Святого Георгия 4-й степени (1907)
- Золотое оружие «За храбрость» (1907)
- Орден Святого Станислава 2-й степени (1908)
- Орден Святого Владимира 4-й степени с бантом (1913)
- Орден Святого Владимира 3-й степени с мечами (1914)
- Орден Святого Станислава 1-й степени с мечами (посмертно) (1915)
- мечи к Ордену Святого Владимира 4-й степени с бантом (посмертно) (1915).
- орденом Владимира 1-й степени

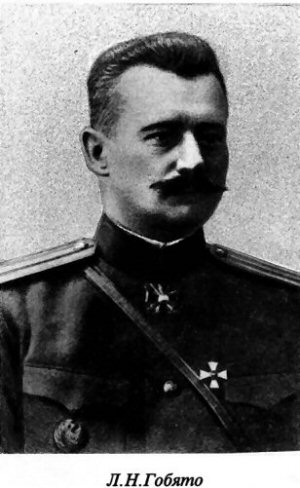
Леонид Николаевич Гобято.
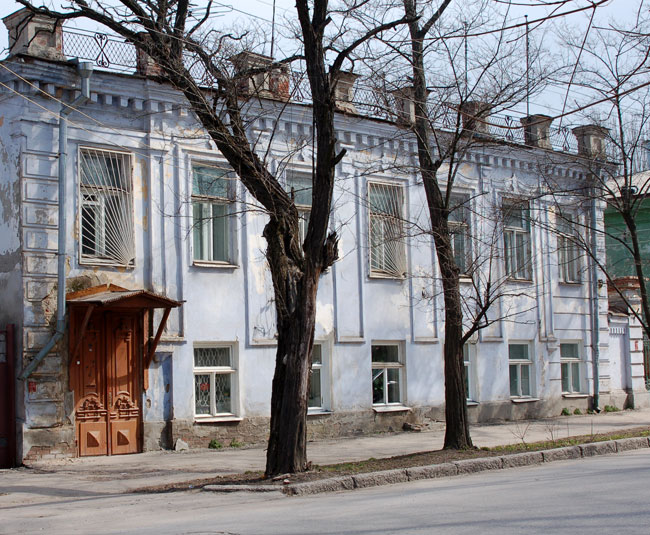
Дом по ул. Греческой в городе Таганрог, где родился Гобято
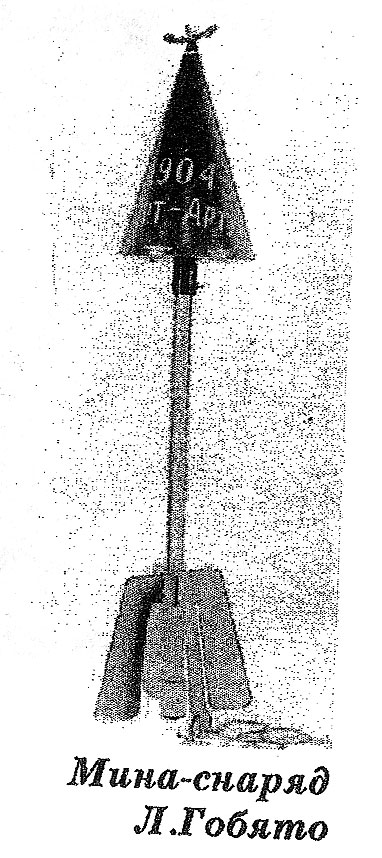
Мина, 1904 год

## Комментарии
1. ↑  Вокруг изобретений Гобято, как обычно бывает в таких случаях, существует дискуссия. Так, существует точка зрения, что Гобято не изобретал надкалиберных мин для стрельбы из стволов артиллерийских орудий — надкалиберные мины для стрельбы из артиллерийских орудий, как обычных, так и специально модифицированых, были известны и ранее. Например 75 мм бомбомет кирасирского капитана Плаце на базе 75 мм орудия (Франция, 1890 год) или горная пушка де Банжа 1877 года — см. Сказочка про первый в мире миномет. Архивная копия от 30 июля 2019 на Wayback Machine